# Carlo Cudicini
Carlo Cudicini (nascut el 6 de setembre de 1973 a Milà) és un porter de futbol professional italià retirat que va jugar principalment a la Premier League. És fill del porter Fabio Cudicini que jugà a l'AC Milan i net del defensa Guglielmo Cudicini que jugà al Ponziana Trieste. Carlo Cudicini es feu un nom al Chelsea FC.